# メタンスルホン酸
メタンスルホン酸（メタンスルホンさん、methanesulfonic acid）は、もっとも単純な有機スルホン酸の一種である。強酸性のため、脱水縮合反応の酸触媒や医薬品塩の酸成分として利用される。メシル酸（Mesylic acid）ともいう。
水、エタノールには溶ける。ベンゼンにわずかに溶け、ヘキサンには溶けない。
ジメチルスルフィドの過マンガン酸カリウム、硝酸による酸化、メタンの三酸化硫黄によるスルホン化などにより工業的に製造される。

## エステル
メタンスルホン酸エステルはメシラート（mesylate）とも総称され、アルキル化試剤や脱離基として使用される。